# Anomomarsupella cephalozielloides
Anomomarsupella es un género monotípico de hepáticas perteneciente a la familia Gymnomitriaceae. Su única especie es: Anomomarsupella cephalozielloides.

## Taxonomía
Anomomarsupella cephalozielloides fue descrita por Rudolf M. Schuster y publicado en Nova Hedwigia 17: 79. 1969.